# Europese kampioenschappen quadrathlon
De Europese kampioenschappen quadrathlon zijn door de World Quadrathlon Federation (WQF) georganiseerde Europese kampioenschappen voor quadrathlon-atleten. 

## Erelijst

### Heren

#### Sprint
| Jaar | Locatie          | Goud               | Zilver              | Brons              |
| ---- | ---------------- | ------------------ | ------------------- | ------------------ |
| 1998 | Royston          | Miroslav Podborský | Jan Strangműller    | János Warvasovszki |
| 1999 | Chambon-sur-Lac  | Miroslav Podborský | János Warvasovszki  | Jan Kolanda        |
| 2006 | Senftenberg      | Miroslav Podborský | Thoralf Berg        | Lukáš Matys        |
| 2007 | Senftenberg      | Miroslav Podborský | Thoralf Berg        | Leoš Roušavý       |
| 2008 | Bergsee Ratscher | Thoralf Berg       | Andrew Byatt        | Leoš Roušavý       |
| 2009 | Keulen           | Thoralf Berg       | Gergö Molnar        | Leoš Roušavý       |
| 2013 | Šamorín          | Miroslav Podborský | Michal Háša         | Stefan Teichert    |
| 2014 | Týn nad Vltavou  | Miroslav Podborský | Stefan Teichert     | Leoš Roušavý       |
| 2015 | Balatonakali     | Enrique Peces      | Albert Corominas    | Gergö Badar        |
| 2016 | Šamorín          | Enrique Peces      | Ferenc Csima        | Stefan Teichert    |
| 2017 | Bergsee Ratcher  | Tomáš Svoboda      | Jonathan Monteagudo | Stefan Teichert    |
| 2018 | Terceira         | Pedro Bartolomeu   | Albert Corominas    | Laurent Martinou   |
| 2019 | Koberbach        | Tomáš Svoboda      | William Peters      | Ferenc Csima       |
| 2020 | Kaposvár         | Ferenc Csima       | William Peters      | Krzysztof Wolski   |

#### Middellange afstand
| Jaar | Locatie         | Goud               | Zilver             | Brons              |
| ---- | --------------- | ------------------ | ------------------ | ------------------ |
| 1996 | Sedlčany        | Péter Hóbor        | Martin Dvořák      | Miroslav Podborský |
| 1999 | Wiesbaden       | Miroslav Podborský | János Warvasovszki | Thoralf Berg       |
| 2000 | Berlijn         | Miroslav Podborský | Thoralf Berg       | Radan Pazderka     |
| 2005 | Spremberg       | Miroslav Podborský | Thoralf Berg       | Leoš Roušavý       |
| 2009 | Steinberger See | Stefan Teichert    | Michal Háša        | Stefan Rupprecht   |
| 2010 | Steinberger See | Leoš Roušavý       | Stefan Teichert    | Tomas Charvat      |
| 2011 | Bude            | Michal Háša        | Leoš Roušavý       | Steve Clark        |
| 2012 | Brigg           | Mat Stephenson     | Stefan Teichert    | Steve King         |
| 2013 | Brigg           | Steve Clark        | Stefan Teichert    | Phil Westoby       |
| 2014 | Ibiza           | Albert Corominas   | Stefan Teichert    | Leoš Roušavý       |
| 2015 | Ibiza           | Stefan Teichert    | Laurent Martinou   | Danny Hallmén      |
| 2016 | Brigg           | Enrique Peces      | Steve King         | Michael Mason      |
| 2017 | Koberbach       | William Peters     | Stefan Teichert    | Ferenc Csima       |
| 2018 | Křetinka        | Tomáš Svoboda      | Ferenc Csima       | Stefan Teichert    |
| 2019 | Týn nad Vltavou | Tomáš Svoboda      | William Peters     | Leoš Roušavý       |

### Dames

#### Sprint
| Jaar | Locatie          | Goud             | Zilver              | Brons               |
| ---- | ---------------- | ---------------- | ------------------- | ------------------- |
| 1998 | Royston          | Karla Polívková  | Markéta Šimečková   | Šárka Skalická      |
| 1999 | Chambon-sur-Lac  | Šárka Skalická   | Karla Polívková     | Lucy Kareisova      |
| 2006 | Senftenberg      | Katrin Burow     | Antje Fiebig        | Alena Dufková       |
| 2007 | Senftenberg      | Katrin Burow     | Alena Dufková       | Antje Fiebig        |
| 2008 | Bergsee Ratscher | Katrin Burow     | Sarah Jellonnek     | Alena Dufková       |
| 2009 | Keulen           | Antje Fiebig     | Sarah Jellonek      | Silke Harenberg     |
| 2013 | Šamorín          | Diana Tešovicová | Natália Paulik      | Lisa Teichert       |
| 2014 | Týn nad Vltavou  | Lisa Teichert    | Tereza Adamovská    | Kerstin Rümke       |
| 2015 | Balatonakali     | Lisa Teichert    | Gabrielle Immendorf | Lilla Flander       |
| 2016 | Šamorín          | Lisa Teichert    | Magdalena Koberová  | Laura Csima         |
| 2017 | Bergsee Ratcher  | Lisa Teichert    | Laura Jansen        | Helen Parkinson     |
| 2018 | Terceira         | Lisa Teichert    | Mandy Greenaway     |                     |
| 2019 | Koberbach        | Lisa Teichert    | Anke Trilling       | Franziska Eberhardt |
| 2020 | Kaposvár         | Lisa Teichert    | Lilla Kovács        | Susanne Walter      |

#### Middellange afstand
| Jaar | Locatie         | Goud            | Zilver             | Brons               |
| ---- | --------------- | --------------- | ------------------ | ------------------- |
| 1996 | Sedlčany        | Andrea Spitzer  | Andrea Hóbor       | Markéta Šimečková   |
| 1999 | Wiesbaden       | Karla Polívková | Kerstin Niclas     | Barbara Gellrich    |
| 2000 | Berlijn         | Kerstin Niclas  | Claudia Österheld  | Šárka Skalická      |
| 2005 | Spremberg       | Kerstin Niclas  | Šárka Skalická     | Katrin Burow        |
| 2009 | Steinberger See | Antje Fiebig    | Alena Dufková      | Sarah Jellonnek     |
| 2010 | Steinberger See | Antje Fiebig    | Alena Dufková      | Claudia Ulrich      |
| 2011 | Bude            | Helen Parkinson | Allison Martin     | Zoe Betteridge      |
| 2012 | Brigg           | Becky Robertson | Lisa Teichert      | Jean Ashley         |
| 2013 | Brigg           | Lisa Teichert   | Sharon Colley      | Lisa Dunne          |
| 2014 | Ibiza           | Lisa Teichert   | María Morell       | Gabrielle Immendorf |
| 2015 | Ibiza           | Lisa Teichert   | Ruth Varona Diaz   | Ellen Mielke        |
| 2016 | Brigg           | Lisa Teichert   | Helen Parkinson    | Sandra Hyslop       |
| 2017 | Koberbach       | Lisa Teichert   | Laura Jansen       | Susanne Walter      |
| 2018 | Křetinka        | Lisa Teichert   | Magdalena Koberová | Ellen Mielke        |
| 2019 | Týn nad Vltavou | Lisa Teichert   | Magdalena Koberová | Franziska Eberhardt |